# Чемпионат Югославии по футболу 1945
Чемпионат Югославии по футболу 1945 года — 18-е национальное первенство Югославии по футболу и первый чемпионат новосозданной Федеративной Народной Республики Югославия (с 1963 г. — Социалистической Федеративной Республики Югославия). В первенстве приняли участие восемь команд, причём это были не клубы из разных городов, а сборные: сборные шести югославских республик, сборная края Воеводины и сборная Югославской народной армии (ЮНА). Подобная форма проведения чемпионата символизировала победоносное завершение Второй мировой войны в Югославии и объединение всех народов республики.
Победу в первенстве праздновала сборная Народной Республики Сербии, обыгравшая команду Югославской народной армии со счётом 1:0. Третье место разделили команды Народной Республики Хорватии и края Воеводина. Турнир проводился по олимпийской системе.

## Ход турнира

### 1/4 финала
| Сербия    | 2:0 | Черногория           |
| Хорватия  | 6:1 | Босния и Герцеговина |
| Воеводина | 3:1 | Северная Македония   |
| ЮНА       | 8:2 | Словения             |

### 1/2 финала
| Сербия | 3:1 | Хорватия  |
| ЮНА    | 4:3 | Воеводина |

### Финал
| Сербия | 1:0 | ЮНА |

Лучший бомбардир: Степан Бобек (ЮНА), 8 голов в трёх матчах

### Состав чемпионов
- Срджан Мркушич
- Любомир Ловрич
- Миомир Петрович
- Миодраг Йованович
- Чирич
- Филипович
- М. Крстич
- Бранко Станкович
- Домачин
- Джурджевич
- Томашевич
- Йован Йезеркич
- Райко Митич
- Никола Перлич
- Панич
- Шапинац
- Печенчич
- Хорватович
- Савич
- Д. Йованович
- Тренер: Светозар Глишович